# 間人皇女
間人皇女（はしひとのひめみこ、生年不詳 - 665年3月16日〈天智天皇4年2月25日〉）は、日本の第36代天皇・孝徳天皇の皇后。父は舒明天皇、母は皇極天皇（斉明天皇）。天智天皇の同母妹、天武天皇の同母姉に当たる。間人大后とも。

## 生涯
乙巳の変（皇極天皇4年6月（645年））により皇極天皇が譲位し、軽皇子（孝徳天皇）が即位する。葛城皇子（中大兄皇子、後の天智天皇）を皇太子とし、大化の年号が採用された。大化元年7月2日、皇后に立てられた。同時に2人の妃を立てられた。同年末に、飛鳥板蓋宮から難波長柄豊碕宮に遷都が行われた。
兄の葛城は、孝徳の治世下で実質的に改革を推進していたが、孝徳天皇とは不仲となっていたらしい。白雉4年（653年）に、葛城は天皇の意に反し、皇祖母尊（皇極天皇）や皇后間人皇女の他、多くの官僚を率いて飛鳥に戻ってしまう。孝徳天皇はこれを恨み退位も考えたが、山碕（後の京都府乙訓郡）に宮殿を造営中に病に倒れ、白雉5年10月10日（654年）に難波の宮殿で崩御した。
この間、孝徳天皇が皇后である間人皇女に宛てた歌が『日本書紀』に残されている。
間人皇女が夫である天皇と離れ、兄の葛城と共に飛鳥に遷った理由は明らかでない。しかし、上の歌の「駒」が間人を譬喩しており、古代の「見る」が恋愛と直結するものであることから、自分の妻をほかの男に見られたの意に理解し、葛城との近親相姦の関係を説く吉永登のような見解もあり、直木孝次郎らによって支持されている。しかし、これに対しては曾倉岑・荒井秀規らによる反論があり、荒井は「穿ちすぎであろう」と疑義を示している。
また、孝徳天皇が崩御したあと、間人皇女が一時的に天皇の役割を背負ったという説もある。『万葉集』に「中皇命（「なかつすめらみこと」の訓が一般的）」とある人物が（詞書によると中臣間人老に養育されたらしいことから）間人皇女のことを指すのではないかとする説が荷田春満以来あり、土屋文明などによって広く支持されている。さらに「中皇命」の号をもって、母・斉明の崩後に、兄の葛城が即位する環境が整うまでの中継ぎとして一時的に皇位に就いていたとする説が押部佳周・小林敏男らによって展開されている。しかし、『万葉集』の「中皇命」作とされる歌の註には、斉明天皇作との旨が記されているなどの異伝も見られ、必ずしも確証があるわけではない。斉明天皇を中皇命とする説も沢潟久孝をはじめ少なくない。なお、中皇命については葛城（中大兄、天智天皇）その人を指すのではないかとする東野治之や大平聡らの説も近年提出されている。野中寺の弥勒菩薩像銘文の「中宮天皇」も中皇命と同一と見られ、三つの説が併存する。
天智天皇4年2月25日（665年3月16日）に崩御し、斉明天皇陵である越智岡上陵に合葬された。